# Philoliche ovazzai
Philoliche ovazzai är en tvåvingeart som beskrevs av Percy Edward Raymond 1975. Philoliche ovazzai ingår i släktet Philoliche och familjen bromsar.
Artens utbredningsområde är Senegal. Inga underarter finns listade i Catalogue of Life.